# Eupithecia lvovskyi
Eupithecia lvovskyi es una especie de polilla de la familia Geometridae. La especie fue descrita por primera vez por Mironov et al, habiendo sido descrita en 1988, con distribución en Rusia. El holotipo de la especie fue descrito a nivel de la ciudad de Lijiang, provincia de Yunnan.